# László Csatáry
László Csatáry, även känd som László Csizsik-Csatáry, född 4 mars 1915 i Mány, Österrike-Ungern, död 10 augusti 2013 i Budapest, var en ungersk dömd nazistisk krigsförbrytare. Simon Wiesenthal-centret har haft honom på sin lista över de mest efterlysta nazistiska krigsförbrytarna.
Csatáry var polischef inom den ungerska polisen under andra världskriget. År 1944 var Csatáry befälhavare för den ungerska polisen i staden Kassa som då låg i Ungern (numera Košice i Slovakien). Han anses ansvarig för att ha organiserat deportationen av omkring 15 700 judar till Auschwitz.
Han dömdes i sin frånvaro för krigsförbrytelser i Tjeckoslovakien 1948 och dömdes till döden. Han flydde till Kanada 1949 och utgav sig för att vara jugoslavisk medborgare och bosatte sig i Montreal där han blev konsthandlare. Han erhöll kanadensiskt medborgarskap 1955. 
Han greps i Budapest i mitten av juli 2012.

### Webbkällor
- Hayes, Ashley (17 juli 2012). ”Officials: Alleged Nazi war criminal found in Hungary” (på engelska). CNN.com. Arkiverad från originalet den 23 juli 2012. https://www.webcitation.org/69NFMB0d5?url=http://edition.cnn.com/2012/07/16/world/europe/hungary-suspected-nazi/index.html. Läst 23 juli 2012.